# L-glicolo deidrogenasi
La L-glicolo deidrogenasi è un enzima appartenente alla classe delle ossidoreduttasi, che catalizza la seguente reazione:
an L-glicolo + NAD(P)+ ⇄ un composto 2-idrossicarbonilico  + NAD(P)H + H+
Il composto 2-idrossicarbonilico formato può essere ulteriormente ossidato in un composto dicarbonilico vicinale. Nella direzione inversa, possono essere ridotti i dichetoni vicinali, la gliceraldeide,  il gliossale, il metilgliossale,  i 2-osso-idrossichetoni e gli esteri 2-chetoacidici.